# رابی ارل
رابی ارل (انگلیسی: Robbie Earle؛ زادهٔ ۲۷ ژانویهٔ ۱۹۶۵) یک بازیکن فوتبال اهل بریتانیا است.
وی همچنین در تیم ملی فوتبال جامائیکا بازی کرده‌است.